# Lugu-See
Der Lugu-See (chinesisch 泸沽湖, Pinyin Lúgū Hú) ist ein Gebirgssee auf dem Yunnan-Guizhou-Plateau in der Volksrepublik China. 
Er liegt in einer Höhe von 2690,75 m über dem Meeresspiegel und gehört mit einer Fläche von 48,5 km² zu den größten Gebirgsseen Asiens. Durch den See verläuft die Provinzgrenze zwischen dem Autonomen Kreis Ninglang der Yi in Yunnan und dem Kreis Yanyuan in Sichuan. Er ist ein beliebtes touristisches Ausflugsziel. Er gilt den Mosuo als kulturelles Zentrum, die ihn in ihrer Sprache als „Muttersee“ bezeichnen. Auf einer der acht Inseln liegt ein buddhistisches Kloster.